# Love and a .45
Love and a .45 (br: Um Amor e Uma 45) é um filme estadunidense de 1994, dirigido por C.M. Talkington e estrelado por Gil Bellows e Renée Zellweger.

## Elenco
- Gil Bellows... Watty Watts
- Renée Zellweger... Starlene Cheatham
- Rory Cochrane... Billy Mack Black
- Jeffrey Combs... Dinosaur Bob
- Jace Alexander... Creepy Cody
- Ann Wedgeworth... Thaylene Cheatham
- Michael Bowen... Ranger X
- Peter Fonda... Vergil Cheatham
- Brad Leland... Caminhoneiro
- Wiley Wiggins... recepcionista

## Prêmios e indicações
1. 1995: Independent Spirit Awards

- Atriz Revelação para Renée Zellweger (indicada)[2]